# BTxhpi

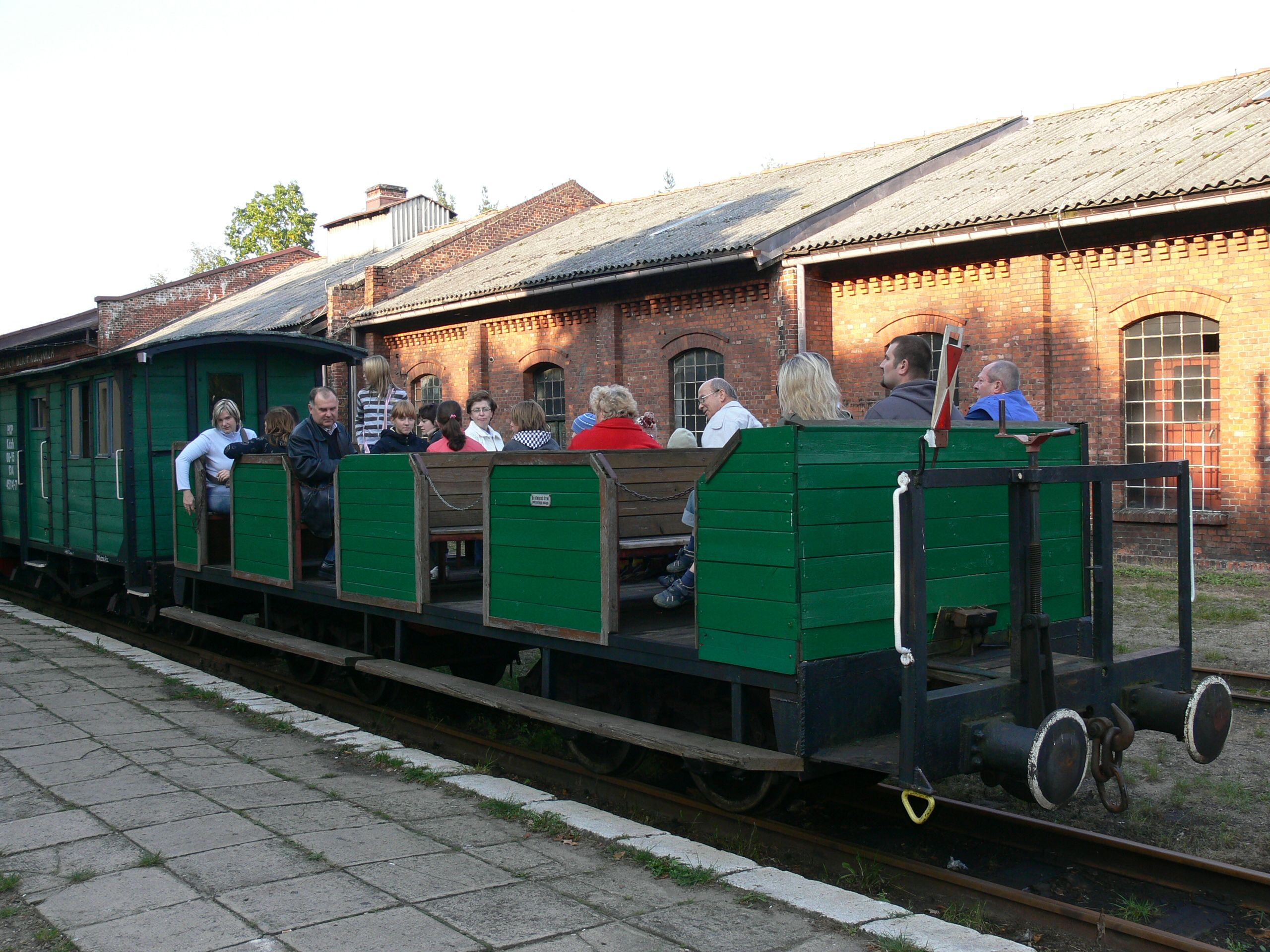
wagon letni na stacji Rudy

BTxhpi – oznaczenie serii nadawane pasażerskim wagonom turystycznym zbudowanym na bazie wagonów towarowych eksploatowanym na kolejach wąskotorowych w Polsce.
Znaczenie symbolu:
- B – wagon klasy drugiej
- T – turystyczny (nie występuje w Instrukcji WM-11 O znakowaniu taboru wąskotorowego)
- x – czteroosiowy
- hp – wyposażony w powietrzny hamulec zespolony
- i – posiada przejście międzywagonowe